# موش بالاروی پیترس
موش بالاروی پیترس (نام علمی: Tylomys nudicaudus) نام یک گونه از سرده موش‌های بالارو است.